# 期望激励理论
期望激励理论，美国心理学家爱德华·劳勒和莱曼·波特在1968年《管理态度和成绩》中提出的一种激励理论。

## 理论内容
1. 一个人是否努力及其努力的程度取决于“激励”。
2. 能力的大小、努力程度以及对所需完成任务理解的深度，决定了实际的工作绩效；也有观点认为，技能、知识能力和个性特征决定了工作绩效。
3. 工作绩效是奖励的前提，必须先完成组织的任务才能获得精神或物质的奖励。
  1. 外在奖励，满足马斯洛的需求层次理论中低层次的需求，包括薪水、地位、晋升、安全感等。
  2. 内在奖励，满足马斯洛的需求层次理论中较高层次的需求，包括对自我存在意义及能力的肯定等。
4. 被激励者认为获得的报偿是否公正，决定了奖惩措施的满意度。

该理论所设想的良性循环：“激励→努力→绩效→奖励→满足”→努力→绩效→奖励→满足→……

## 批评评论
1. 绩效特别是非定量化的绩效往往难于精确衡量，而薪水、地位、晋升等奖励也包含多种因素的考虑，不完全取决于工作绩效，二者并非直接必然的因果关系。
2. 奖励不能直接导致满足，中间需要有被激励者的主观感受来沟通。
3. 还有其他多种因素影响满足：管理水平、员工心理期望、奖励内容和制度、组织分工、设置目标导向的行动、考核的公正性、领导作风等。